# Asiohahnia longipes
Asiohahnia longipes är en spindelart som beskrevs av S. V. Ovtchinnikov 1992. Asiohahnia longipes ingår i släktet Asiohahnia och familjen panflöjtsspindlar. Inga underarter finns listade.